# 中国信息通信科技集团有限公司
中国信息通信科技集团有限公司（简称中国信科集团）是由武汉邮电科学研究院和电信科学技术研究院两大光通信央企实施联合重组而成。总部设在武汉，国资委代表国务院履行出资人职责，武汉邮科院与电信科研院整体无偿划入新公司，成为其全资子公司，不再作为国资委履行出资人职责的企业。

## 概述
中国信科集团于2018年7月20日在武汉中国光谷成立，集团下辖大唐科技集团、烽火科技集团。中国信科集团主要聚焦信息通信业，以5G移动通信、集成电路、网络信息安全、光通信、光纤及光器件、特种通信、数据通信、云计算、物联网与智慧城市解决方案等九个产业为发展方向。

## 外部連結
- 中国信科官网（简体中文）